# Боздаг
 Тази статия е за планината в Драмско.  За планината в Сярско, наричана Серски Боздаг, вижте Сминица.  
Боздаг или Драмски Боздаг, понякога Мраморица (на гръцки: Φαλακρό, Фалакро) е планина в Егейска Македония, Гърция и България. Най-високата ѝ точка е връх Свети Илия (Профитис Илияс) – 2232 m надморска височина.

## Имена
В 1942 година, по време българското управление на Беломорието през Втората световна война, планината е прекръстена на Мраморица, име което не се налага. В превод Боздаг от турски означава „Сива планина“', а гръцкото име Фалакро орос – „Плешива планина“.

## География
Боздаг е разположена в южните части на Рило-Родопския масив между планините Стъргач, Кушиница, Чалдаг и Родопи и оградните Неврокопска, Зърневска и Драмска котловина. В южното ѝ подножие лежи град Драма.
На север и североизток планината стига до долината на река Места (Нестос) и областта Чеч. На изток е отделена от хребета Коджадаг с прохода Добросул (Кало Неро, 750 m) и двата насрещни потока Цекурова (Кофтеро, Поликарпос) и Чемерика (Платанорема), които са притоци съответно на реките Места и Драматица. През Коджадаг граничи с планината Чалдаг (Леканис Ори), а на юг е Драмското поле. На запад се разделя от двата планински масива Шилка планина (Агио Пневма) и Щудер (Агиос Павлос) с Ружденския проход (990 m) и Волашкия проход и противоположните реки Каменица (Ница), приток на Места и Милорема – Калина (Ксиропотамос), приток на Панега. Чрез късия планински гребен Щудер се свързва с планината Сминица (Меникио). Понякога Щудер неправилно е смятана за част от Боздаг.
Най-северният дял на планината опира в река Места при селата Петрелик, Теплен, Беслен и Ракищен. В България е известен още като Бесленски рид (на гръцки Харакас). Най-висок връх е Чиплак баир (1091 m) на граничната бразда между България и Гърция.
Шилка планина (Щилка) също понякога е смятана за част от Боздаг. Тя е разположена между селата Зърнево, Руждене, Волак и Ливадища. Най-висок връх Шилка (Пневма, 1629 m) на гръцка територия. Североизточното му разклонение Висеник опира в Места при село Горна Лакавица. В Гърция този дял е познат като Тартана или Агио Пневма.
Според Петър Дървингов пространството северно от Ружденския проход до десния бряг на Места при Петрелик е Свети Тодор планина, а Шилка планина е местно название на възвишенията ѝ между селата Волак и Зърнево.
Южният клон на Боздаг се нарича Дебелина и според Васил Кънчов обхваща най-високите части на планината покрай западното поречие на Места до вливането ѝ в Бяло море, включително по-ниската планина Чалдаг. Според други данни Дебелина е значително по-малък клон и се намира южно от Волак и западно от Кончен и Бъбълец.

### Върхове
Най-високата ѝ точка е връх Свети Илия (Профитис Илияс) – 2232 m надморска височина, а втори по височина – Ва̀рдина – 2194 m. От останалите върхове по-известни са: Трия Кефалия (2176 m), Псевдодонти (2086 m), Карталка (2035 m), Тикълница (2020 m) и Момина могила (Корицомагула) (1996 m). Между Карталка и Свети Илия, на едноименния връх Снежница се намира Снежницата (Хионотрипа), пропастна пещера с дълбочина 111 m и диметър 20 m.
| Име                   | Име                                        | Височина                  | Местоположение                                                                                    |
| --------------------- | ------------------------------------------ | ------------------------- | ------------------------------------------------------------------------------------------------- |
| Свети Илия, Боздаг    | Προφήτης Ηλίας, Μποζ Νταγ                  | 2229 m                    | И над Бъбълец (Пирги)                                                                             |
| Айда Кеди             | Ξέφωτο, Αϊντά Κεντί                        | 1269 m                    | Ю от Зърновица (Кастанохома) и СЗ от Мокрош (Ливадеро)                                            |
| Асмалък               | Αγκαθωτό, Ασμαλίκ                          | 860 m – 700 m             | СИ от Височен (Ксиропотамос)                                                                      |
| Бабица или Бабища     | Πευκών, Μπάμπιτσα                          | 1620 m                    | ЮИ от Волак (Волакас)                                                                             |
| Бардичева             | Μπαρντίσεβα, Μπαρτσίτσεβα                  | 1137 m                    | СЗ от Сидерово (Месовуни)                                                                         |
| Балаш таш, Батах      | Βουβαλότοπος, Μπατάχ                       | 800 m                     | ЮИ от Ръженик (Харадра)                                                                           |
| Бряза                 | Λευκή Κορυφή, Μπρεάζα                      | 1500 m                    | СИ от Бъбълец (Пирги) и С от Свети Илия                                                           |
| Брязица               | Μπρεαζίτσα                                 | 1540 m                    | С от Височен (Ксиропотамос)                                                                       |
| Буземе Музейме        | Μοναστήρι, Μουζέϊμε                        | 837 m                     | СИ от Плевня (Петруса)                                                                            |
| Бъбълец               | Κέδρος, Σφηνάκι, Βοβλίτσι, Βωμπλίτσι       | 1202 m                    | ЮЗ от Бъбълец (Пирги) и СЗ от Плевня (Петруса)                                                    |
| Вардина               | Βάρδινα, Βαρδένα                           | 2194 m                    | ИЮИ от Свети Илия                                                                                 |
| Вилек                 | Απόκρημνο, Πύργος                          | 1419 m                    | ССИ от Бъбълец (Пирги)                                                                            |
| Виран кале            | Φουντουκλούκι, Βιράν Καλέ                  | 1057 m                    | ЮЮЗ над Кранища (Дендракия) от турски „опустошена крепост“                                        |
| Голомбар              | Ζαρκάδι, Τουλούμι, Τουλουμπάρι, Τουλουμπάρ | 1087 m                    | С от Мокрош (Ливадеро)                                                                            |
| Градища               | Περίβλεπτο, Γκρατίστα                      | 996 m                     | ССИ от Височен (Ксиропотамос)                                                                     |
|                       | Δαμασκηνιά                                 | 1131 m                    | ЮЗ от Бъбълец (Пирги) и СЗ от Плевня (Петруса)                                                    |
| Дебелина              | Φουντουκιά, Ντεμπλεντέ, Ντέπλενε           | 1362 m                    | Ю от Волак (Волакас)                                                                              |
| Диканар               | Μικρή Κορυφή, Ντικανάρ                     | 1386 m                    | ЮЮИ от Волак (Волакас)                                                                            |
|                       | Δύο Κουνάβια                               | 940 m                     | Ю над Сидерово (Месовуни)                                                                         |
| Добровица             | Χρυσόβεργα, Ντομπροβίτσα                   | 900 m – 700 m             | СЗ от Плевня (Петруса)                                                                            |
| Дупал                 | Τρύπες                                     | 1080 m                    | С от Височен (Ксиропотамос)                                                                       |
| Дъбър, Нехтене        | Άγιος Δημήτριος, Νιχτενέ, Νίχτεν, Νυχτενές | 1432 m                    | ЮИ от Бъбълец (Пирги)                                                                             |
|                       | Ελάφι                                      | 1170 m                    |                                                                                                   |
| Играло                | Ύψωμα Λουκίδη, Ιγράλο                      | 940 m – 800 m             | ЮЮИ от Бъбълец (Пирги)                                                                            |
| Йове тепе, Исвет тепе | Μπαταλάδες, Γιοβέ Τεπέ/Λόφος               | 989 m                     | ЮЗ от Зърновица (Кастанохома)                                                                     |
| Кале Крана            | Κρανιές, Καλέ Κράνα                        | 1015 m                    | Ю над Кранища (Дендракия)                                                                         |
| Калелък, Калелъка     | Ύψωμα Μαυρουδή, Καλελίκ                    | 582 m                     | скалиста чукара И от Височен (Ксиропотамос) с останки от стара крепост, кале, от турското kalelık |
| Карталка              | Καρτάλκα                                   | 2035 m                    | З от Свети Илия                                                                                   |
| Карталтепе, Клиседжик | Καρτάλ Λόφος, Κλίσετζικ                    | 1996 m                    | СЗ от Свети Илия                                                                                  |
| Клепала               | Σταυρός, Μπαρτίσεβα, Κλέπαλαν              | 1069 m                    | СЗ от Сидерово (Месовуни)                                                                         |
|                       | Κάστρα, Κάστρο                             | 803 m                     | ЮИ над Бъбълец (Пирги)                                                                            |
|                       | Κούκκος, Κούκος                            | 740 m                     | ЮИ от Кранища (Дендракия)                                                                         |
| Косово                | Κουρί                                      | 1456 m                    | ЮИ от Волак (Волакас)                                                                             |
| Кутра                 | Κούτρα                                     | 805 m                     | чукара СИ от Волак (Волакас), субстантивирано от прилагателното кутра, женски род от кутър, „къс“ |
| Куси                  | Σπουργίτης, Κούσι                          | 731 m                     | връх в Боздаг на СЗ от Дряново (Монастираки)                                                      |
|                       | Λεβέντικο                                  | 980 m – 900 m             | СЗ от Ковица (Ватилакос)                                                                          |
| Лист                  | Λίστ                                       | 1081 m                    |                                                                                                   |
| Ломер                 | Λόμερ                                      | 1395 m                    |                                                                                                   |
| Ляска                 | Κορυφή, Λιάσκα, Νυχτενές                   | 1216 m                    | ЮИ от Бъбълец (Пирги)                                                                             |
|                       | Μακρυά Ράχη                                | 1168 m                    | Ю от Перух (Агиос Петрос) и ЮЮИ от Сидерово (Месовуни)                                            |
|                       | Μακρυσύρραχο                               | 822 m                     | ИСИ от Ръженик (Харадра)                                                                          |
|                       | Μεσονήσι                                   | 1161 m                    | СЗ от Мокрош (Ливадеро)                                                                           |
| Мешелик               | Κακούργα, Μεσελίκ                          | 800 m                     | С от Височен (Ксиропотамос)                                                                       |
| Момин връх            | Κοριτσομαγούλα, Κορυτσοκορφή               | 1996 m                    | СЗ от Свети Илия                                                                                  |
| Морига, Барула        | Αυλάκι, Μορίγκα                            | 1111 m                    | ЮЗ от Кранища (Дендракия)                                                                         |
| Орта тепе             | Μεσορράχη, Ορτά Λόφος                      | 874 m                     | СЗ от Мокрош (Ливадеро)                                                                           |
|                       | Παπά Ράχη, Μπαμπαράχης                     | 892 m                     | СИ от Ковица (Ватилакос) и С от Шипша (Таксиархес)                                                |
|                       | Περδικόρραχη                               | 948 m                     |                                                                                                   |
| Перис                 | Ύψωμα Ελευθεριάδη, Πέρις                   | 1200 m – 1143 m           | ССИ от Височен (Ксиропотамос)                                                                     |
| Пилаф                 | Οξυές, Πιλάφι                              | 1470 m                    | С от Височен (Ксиропотамос) и З от Ковица (Ватилакос)                                             |
| Пилаф тепе            | Στρογγυλή, Πιλάφ Λόφος/Τεπέ                | 1307 m                    | ССИ от Височен (Ксиропотамос) и З от Ковица (Ватилакос)                                           |
|                       | Πύργος                                     | 1400 m                    | СИ от Вардина                                                                                     |
| Подгорица, Голак      | Γυμνό, Ποτ Γκορίτσα, Κολάκι                | 1051 m, колонка на 1039 m | скалист хребет С от Височен (Ксиропотамос), от под, гора + топонимична наставка                   |
| Помак Пацо            | Πλαγιά                                     | 962 m                     | СИ от Мокрош (Ливадеро) и З от Ръженик (Харадра)                                                  |
|                       | Πόρ Μάρτ                                   | 861 m                     |                                                                                                   |
|                       | Πριόνι                                     | 907 m                     | ЮЮЗ от Хадиркьой (Нестохори)                                                                      |
|                       | Ψευτοδόντι                                 | 2070 m                    | З от Вардина и Ю от Свети Илия                                                                    |
|                       | Ράχη                                       | 1459 m                    | С от Височен (Ксиропотамос)                                                                       |
|                       | Ράχη Μύλου                                 | 834 m – 803 m             | ЮИ от Сидерово (Месовуни)                                                                         |
| Ръженик               | Κοπτερό, Ρεζενίκ                           | 912 m                     | Ю от Ръженик (Харадра) и И от Мокрош (Ливадеро)                                                   |
| Самар                 | Σαμάρι                                     | 740 m                     | ЮЗ над Мокрош (Ливадеро)                                                                          |
| Свети Георги          | Άγιος Γεώργιος                             | 1401 m                    | СЗ от Бъбълец (Пирги)                                                                             |
| Свети Дух             | Άγιο Πνεύμα                                | 1960 m                    | И от Волак (Волакас)                                                                              |
| Свети Илия            | Προφήτης Ηλίας                             | 1308 m                    | И от Бъбълец (Пирги)                                                                              |
| Свети Константин      | Άγιος Κωνσταντίνος                         | 1107 m                    | ЗСЗ от Бъбълец (Пирги)                                                                            |
| Свети Никола          | Άγιος Νικόλαος                             | 980 m                     | ССИ от Волак (Волакас)                                                                            |
| Сидерово              | Τριγωνομετρικό Σιδέροβα                    | 1070 m                    | Ю от Сидерово (Месовуни)                                                                          |
| Ситна или Витриница   | Άνω Οξυά                                   | 1813 m                    | С от Височен (Ксиропотамос)                                                                       |
|                       | Σκορπιός                                   | 900 m – 820 m             | ЮЗ от Хадиркьой (Нестохори)                                                                       |
| Снежница, Карлянка    | Χιονότρυπα                                 | 2112 m                    | СЗ от Свети Илия                                                                                  |
|                       | Σπήλε Λόφος                                | 1032 m                    |                                                                                                   |
|                       | Στραβορράχη                                | 909 m                     | СЗ от Мокрош (Ливадеро)                                                                           |
|                       | Σταυρός                                    | 1055 m                    | ССЗ от Ръженик (Харадра)                                                                          |
| Стенка                | Στήθωμα, Στένκα                            | 920 m – 700 m             | СЗ от Плевня (Петруса)                                                                            |
| Тикълница, Доди       | Στρογγυλό, Τικαλνίτσα/Τικολνίτσα, Δόντι    | 2012 m                    | С от Височен (Ксиропотамос)                                                                       |
| Три бари              | Τρυμπάρι                                   | 846 m                     | ЗСЗ от Бъбълец (Пирги)                                                                            |
|                       | Τρεις Οξυές, Τρία Δένδρα                   | 1321 m                    | И от Бъбълец (Пирги) и Ю от Сидерово (Месовуни)                                                   |
|                       | Τρία Κεφάλια                               | 2176 m                    | И от Свети Илия                                                                                   |
|                       | Χορός                                      | 1811 m                    | И от Волак (Волакас)                                                                              |
| Ципирин               | Βράχοι, Τσιπιρίν                           | 1291 m                    | СЗ от Бъбълец (Пирги)                                                                             |
| Чернок                | Μαύρη Κορυφή, Τσέρνοκι, Τσέρνοκ            | 1134 m                    | С от Височен (Ксиропотамос)                                                                       |
| Широк пот             | Πύργος, Σιρότ Πότ                          | 1580 m – 1500 m           | И от Вардина                                                                                      |

## Геоложки строеж
Почти изцяло изградена от мрамори. В ниските части има кристалинни шисти, триаски пясъчници и наносни конуси. В западните части при село Руждене има гранит. Характерни за планината са мраморните кариери. Скалите са покрити с глинеста почва.

## Растителен и животински свят
Планината притежава значително флористично разнообразие – над 500 различни таксономични единици (растителни видове и подвидове).
Високите дялове на планината над 1000 m са включени в мрежата от защитени територи Натура 2000 (1140004) и са определени като орнитологично важно място (015). В по-виските части планината е обрасла с гори от бук, черен бор, ела.

## Туризъм
В планината има хижи в местността Бартичева на 1100 m с 18 места за спане, в местността Косово (Кури) на 1400 m, в местността Хорос на 1650 m с 16 спални места и на платото Свети Дух (Агио Пневма) на 1730 m със 72 спални места.
На платото Свети дух е и ски центърът Боздаг, който има 17 писти и 9 лифта. Центърът е изходна точка за високите върхове на планината. Той разполага с модерна инфраструктура и се нарежда сред най-добрите в цяла Гърция. До центъра се стига по двулентов, асфалтиран път, отклонение от главния път EO57 Зърнево-Драма. 
От ски центъра до първенеца Свети Илия се стига за около 2 часа пеша.
Като туристическа атракция се предлага също така започващият от височина 1200 m на южния склон на планината удобен за практикуване на парапланеризъм въздушен коридор Пиргос-Плевня.
Европейската пътека за дълги разстояния E6, идваща от Волак (Волакас, 820 m) пресича Боздаг и минава покрай хижите в Косово, Хорос и Свети дух и по северните склонове
на високите върхове и завършва при селището Мокрош (Ливадеро, 660 m), за да продължи за Коджадаг (Мегаловуни) и Бук (Паранести, 120 m).